# Palazzo dei Convertendi
Il Palazzo dei Convertendi (anche Palazzo della Congregazione per le Chiese orientali) è un edificio rinascimentale ricostruito di Roma, importante per ragioni storiche e architettoniche. Il palazzo, in origine su Piazza Scossacavalli, fu demolito e ricostruito lungo il lato nord di via della Conciliazione, quando questo grande viale che conduce alla Basilica di San Pietro fu creato, distruggendo la piazza insieme con la parte centrale del rione Borgo.

## Ubicazione
Il palazzo si trova a Roma, nel Rione Borgo, lungo il lato nord di via della Conciliazione, la sua facciata principale guarda verso sud. Il suo lato est costeggia Via Dell'Erba, la quale lo separa da Palazzo Torlonia, un notevole edificio rinascimentale. A ovest si trova Palazzo Rusticucci-Accoramboni, un altro edificio rinascimentale demolito e ricostruito nel 1940.

## Storia

### Palazzo Caprini

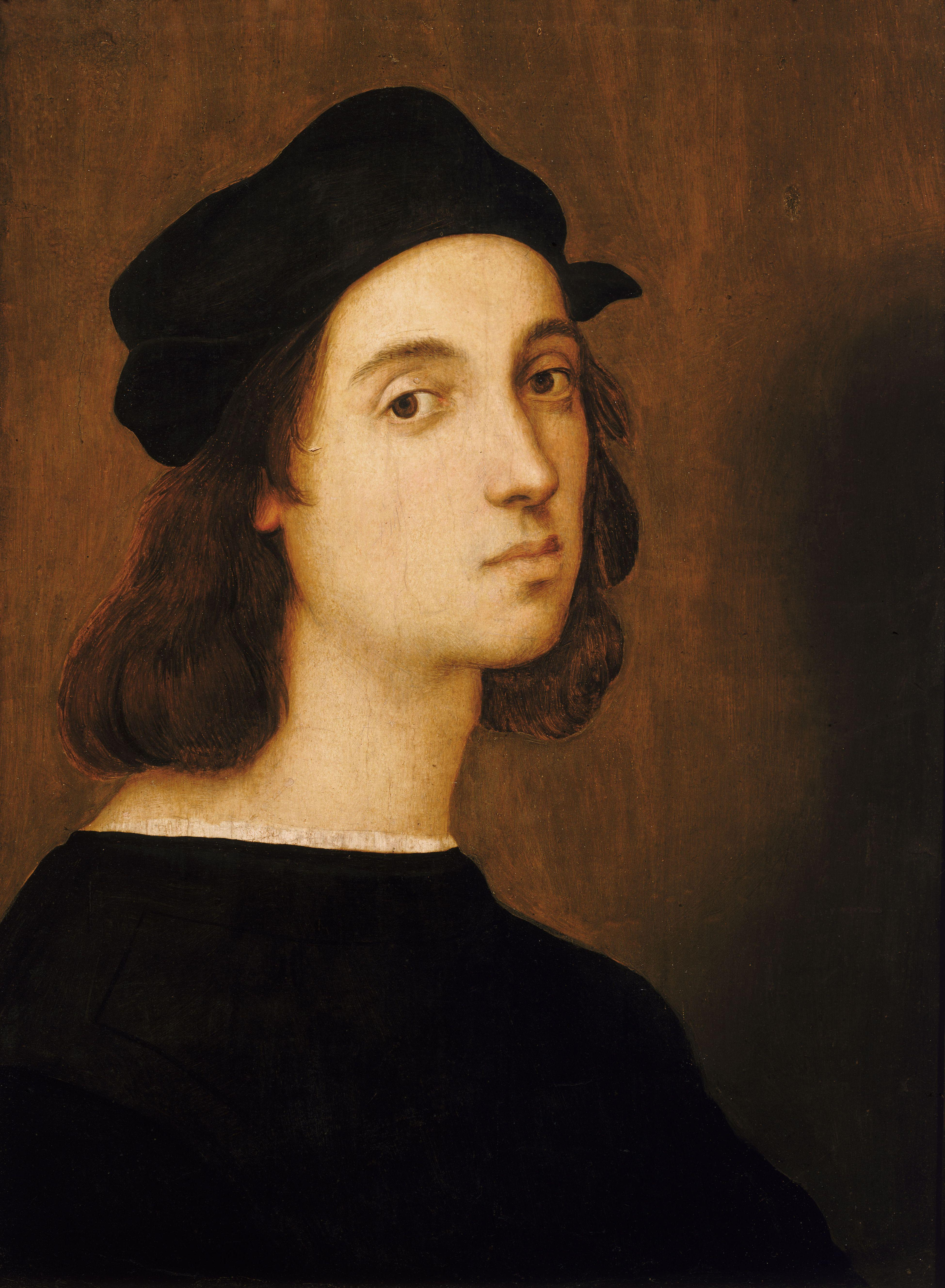
Raffaello acquistò Palazzo Caprini nel 1517, passando lì i suoi ultimi tre anni di vita

Verso la metà del XV secolo ai margini nord-ovest della piccola piazza Scossacavalli in Borgo esisteva una casa, chiamata "della Stufa". Una Stufa (dalla parola tedesca stube) era qualcosa tra un bagno romano e una sauna moderna e veniva spesso frequentata da artisti, i quali potevano schizzare liberamente i nudi degli avventori. Nel 1500 la casa fu venduta al protonotario apostolico Adriano (o Alessandro) Caprini, appartenente alla nobile famiglia Caprini di Viterbo. In quegli anni, il Papa Alessandro VI Borgia (r. 1492-1503) andava perseguendo il suo progetto di aprire una nuova strada tra Castel Sant'Angelo e San Pietro. I privati disposti a costruire edifici alti almeno 5 canne (11 m ca.) lungo il nuovo percorso, chiamato dal nome del papa via Alessandrina e poi Borgo Nuovo e inaugurato nel 1500, ottenevano privilegi speciali, come esenzioni fiscali. Il Caprini adempì a tale obbligo acquistando una porzione di un'altra casa vicino alla Stufa ed erigendo un piccolo palazzo progettato da Donato Bramante. L'edificio doveva essere ancora incompiuto il 7 ottobre 1517, quando il Caprini lo vendette per 3.000 ducati a Raffaello. L'artista ne completò la costruzione e vi spese gli ultimi tre anni della sua breve vita, dipingendo fra l’altro in quelle stanze la Trasfigurazione, e morendo lì il 6 aprile 1520. Alla sua morte l'edificio fu venduto al cardinale Pietro Accolti da Ancona (1455-1532), che già possedeva un'altra casa nei pressi dell'edificio. Dopo la morte del cardinale, il palazzo fu ereditato dal nipote Benedetto (1497-1549), cardinale di Ravenna. Accusato di corruzione, nel 1534 il cardinale venne fatto prigioniero in Castel Sant'Angelo e rilasciato dopo aver pagato alla Camera Apostolica una multa di 59.000 scudi. Il cardinale dovette prendere in prestito l'enorme somma dai banchieri fiorentini Giulio e Lorenzo Strozzi, che in seguito ottennero il suo palazzo, valutato 6.000 scudi, come rimborso parziale dei soldi presi in prestito. Tuttavia, il cardinale si riservò il diritto di riscattare l'edificio dopo la restituzione del denaro ai creditori, e questo portò a una causa tra i suoi eredi e gli eredi degli Strozzi. Questi ultimi vinsero, ma alla fine furono costretti a vendere l'edificio, che stava crollando ed era puntellato, al cardinale Giovanni Francesco Commendone (1523-1584).

### Palazzo dei Convertendi

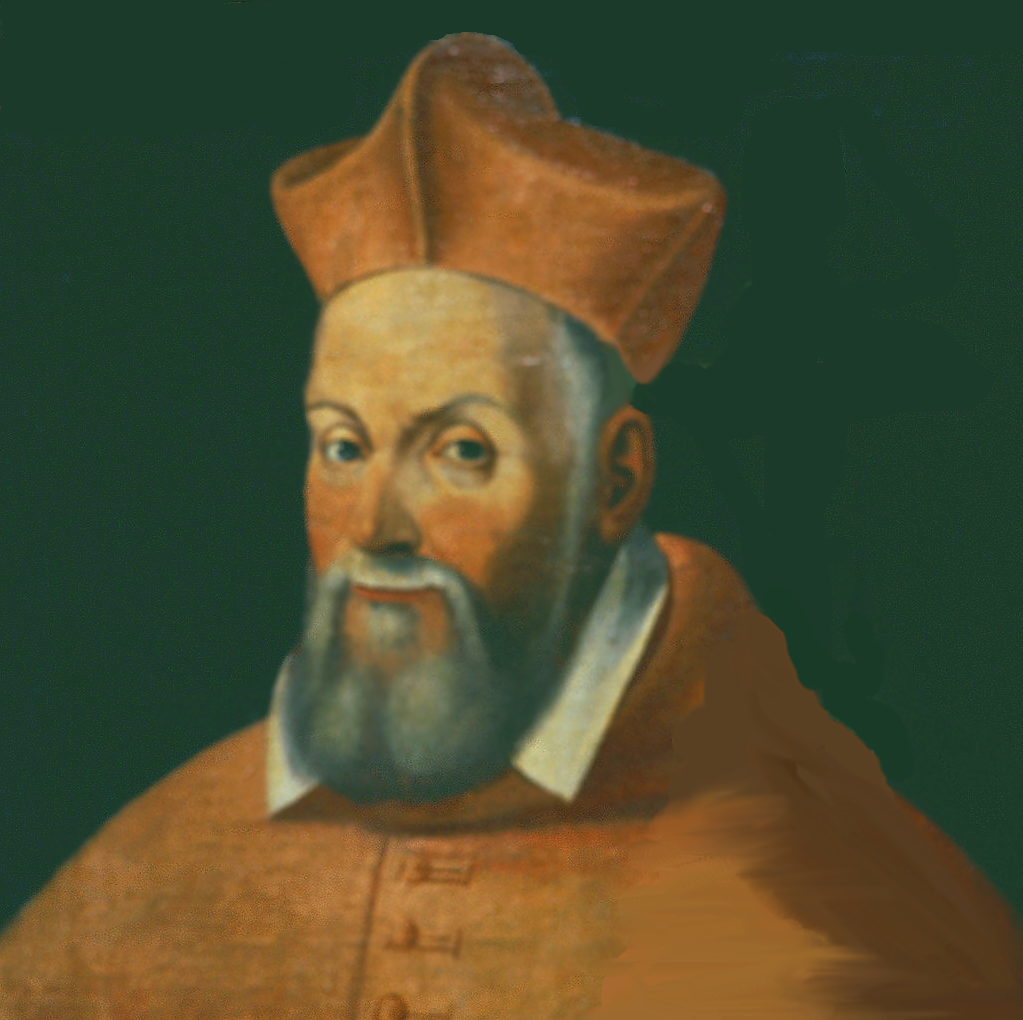
Giovanni Francesco Commendone diede al palazzo la sua forma definitiva

Questi fece ripristinare il palazzo da Annibale Lippi, che lo aveva già stimato prima dell'acquisto, e forse dette alla facciata la sua forma definitiva. Il palazzo fu poi venduto dopo il 1584 da Camilla Peretti, sorella del Papa Sisto V (r. 1585-1590), che lo acquistò per conto del fratello per destinarlo al suo pronipote, il cardinale Alessandro Damasceni Peretti (m. 1623). Secondo altri, dopo la morte del Commendone il palazzo fu venduto al cardinale Giovanni Antonio Facchinetti , il futuro papa Innocenzo IX (r. 1591), i cui eredi lo vendettero nel 1614 alla Camera Apostolica. Intorno al 1620 il palazzo fu poi acquistato da esponenti della nobile famiglia genovese Spinola e venne quindi venduto da loro in 1676 a un altro patrizio genovese, il cardinale Girolamo Gastaldi.
Gastaldi, deceduto l'8 aprile 1685 nel suo palazzo, lasciò l'edificio all'Ospizio dei Convertendi, che vi si trasferì nel 1715. Questa istituzione, fondata nel 1600 da papa Clemente VIII (r. 1592 -1605), era dedicata alla protezione dei protestanti che volevano convertirsi alla fede cattolica. Il palazzo dipendeva direttamente dal papa e veniva amministrato da membri eletti dell'istituto diretti dal Maggiordomo pro tempore del Palazzo Apostolico. L'edificio venne gravemente danneggiato durante l'alluvione del 1805, che causò il crollo di una volta nel seminterrato, e restaurato da papa Gregorio XVI (r. 1831-1846). Fu sottoposto di nuovo a restauro nel 1876, e Papa Benedetto XV (r. 1914-1922) vi fece costruire lo scalone monumentale.

### Palazzo della Congregazione per le Chiese orientali

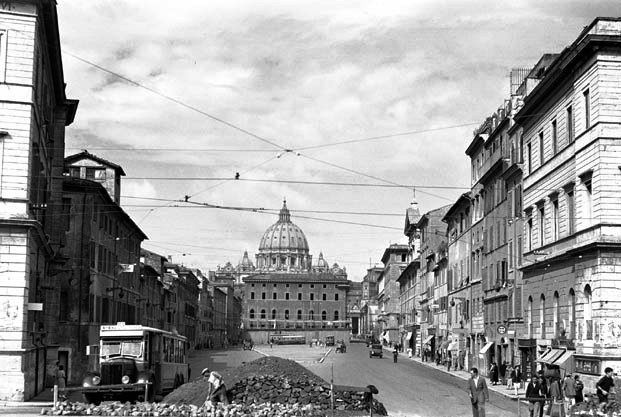
Il palazzo, fotografato durante la sua demolizione nel 1937, è dominato dalla cupola di San Pietro

Papa Benedetto nel 1917 assegnò il palazzo alla appena fondata Congregazione per le Chiese orientali. Nel 1929, nel quadro dei Patti Lateranensi, il palazzo venne a godere dei privilegi dell’extraterritorialità. Nel corso dei lavori per la costruzione di via della Conciliazione, l'edificio fu demolito tra il 1937 e il 1941 e ricostruito a ovest di Palazzo Torlonia con un progetto di Giuseppe Momo, che collaborò con Marcello Piacentini e Attilio Spaccarelli (i progettisti di Via della Conciliazione), in una zona che fino a metà del XIX secolo era stata occupata dalle case dei Soderini, un altro notevole complesso rinascimentale.

## Descrizione

### Palazzo Caprini

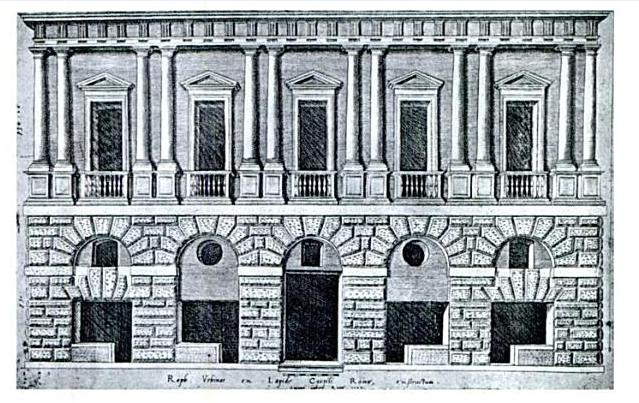
La facciata di Palazzo Caprini lungo Borgo Nuovo in una stampa del 1549 di Antoine Lafréry dallo Speculum Romanae Magnificentiae

L'edificio originale è noto solo attraverso incisioni e disegni dei contemporanei: una stampa di Antoine Lafréry del 1549, disegni di Jean de Cheveniéres e di Andrea Palladio (1541 ca.), di Domenico Alfani (Natale 1581), di Ottavio Mascherino e da un affresco nelle Logge di Gregorio XIII in Vaticano eseguito da Antonio Tempesta e Matteo Brill. Inoltre, la scoperta di uno studio dettagliato eseguito poco prima della sua demolizione nel 1937 avente come fine la sua ricostruzione ha dato preziose informazioni sulle varie fasi di costruzione. Secondo Lafréry, l'edificio aveva tre finestre su Piazza Scossacavalli e cinque su Borgo Nuovo. Secondo l'indagine del 1930 invece , l'edificio aveva il fronte principale lungo Borgo Nuovo, con 3 finestre lungo Piazza Scossacavalli e 2 lungo Borgo Nuovo. In questo caso, il disegno di Lafréry potrebbe essere considerata una rappresentazione idealizzata della costruzione. L'edificio aveva due piani principali: quello inferiore era a bugnato, con bugne ottenute mediante un processo denominato "di getto". Queste erano ottenute mescolando in una cassaforma pozzolana, calce e altri materiali. Nel bugnato si aprivano il portale e le porte dei negozi, sormontato dalle piccole finestre di un soppalco. Questo piano costituiva il "podio" del piano superiore, che adottava l'ordine dorico. Questo piano era caratterizzato da colonne sormontate da una trabeazione con architrave e un fregio decorato da triglifi e metope. Fra le campate del piano superiore erano inserite balaustre. La costruzione era conclusa da un attico di servizio le cui finestre erano aperte nel fregio dorico della trabeazione.
Questa tecnica venne rapidamente adottata a Roma, e l'edificio, che si ispirava all'architettura romana, fu presto imitato (ad esempio a Palazzo Massimo alle Colonne, eretto nel 1532 da Baldassarre Peruzzi). Tuttavia, il palazzo decadde presto. In un disegno del 1581 il rivestimento bugnato al piano terra era scomparso, e dopo il 1585 le due facciate assunsero un aspetto manierista.

### Palazzo dei Convertendi

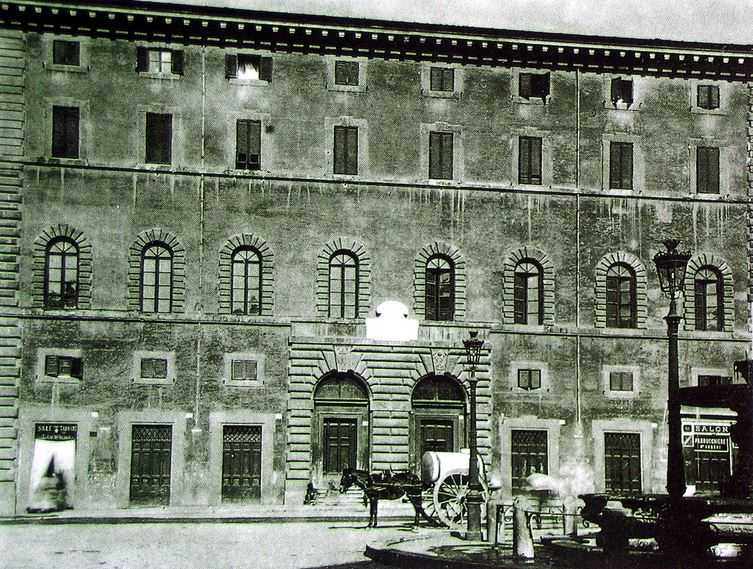
Facciata del Palazzo dei Convertendi lungo Piazza Scossacavalli, 1920 ca.

Da quel momento, il palazzo occupò tutto il lato ovest di piazza Scossacavalli, con sei negozi e due portali al suo centro. Il portale di sinistra portava alla piccola oratorio di San Filippo Neri, eretto nel XVII secolo e solo con un altare. Il piano terra era sormontato da tre piani, ciascuno con otto finestre: quelle appartenenti al piano nobile erano centinate e bugnate.
La facciata su Borgo nuovo aveva un piano terra con cinque botteghe, ed era interrotto da un portale bugnato con serliana. Sopra di esso c'era un balcone, attribuito a Carlo Fontana o Baldassarre Peruzzi, anche bugnato e con serliana. Questo balcone era stato considerato dai Romani come il più elegante della città. I piani superiori avevano quindici finestre rettangolari. 
I manierismo della facciata deriva dalle finestre centinate, incorniciate da bugne alternativamente lunghe e brevi, dalle pareti intonacate bianche le quali contrastavano con i portali bugnati e con il balcone lungo Borgo Nuovo, anche bugnato.
Alla fine del XIX secolo vennero scoperti sulla facciata tracce di una decorazione geometrica bianca e nera a sgraffito, e un salone con un soffitto a cassettoni al primo piano sull'angolo nord-est del palazzo, fu identificato come l'ambiente in cui Raffaello dipinse le sue ultime opere. In quella occasione, una targa in marmo ricordante il soggiorno e la morte dell'artista nel palazzo fu posta sulla facciata.

### Il palazzo ricostruito

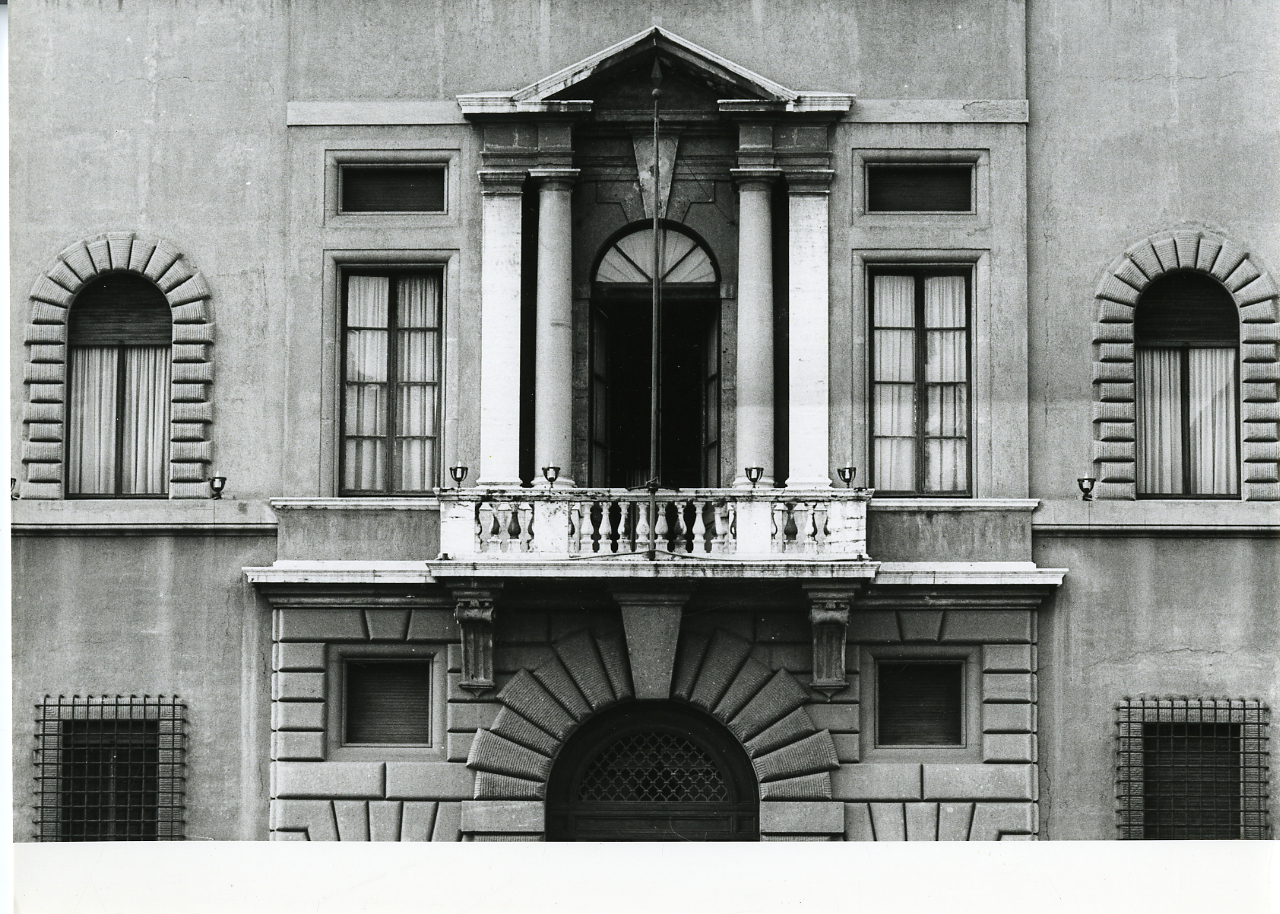
Particolare della facciata in una foto di Paolo Monti del 1979

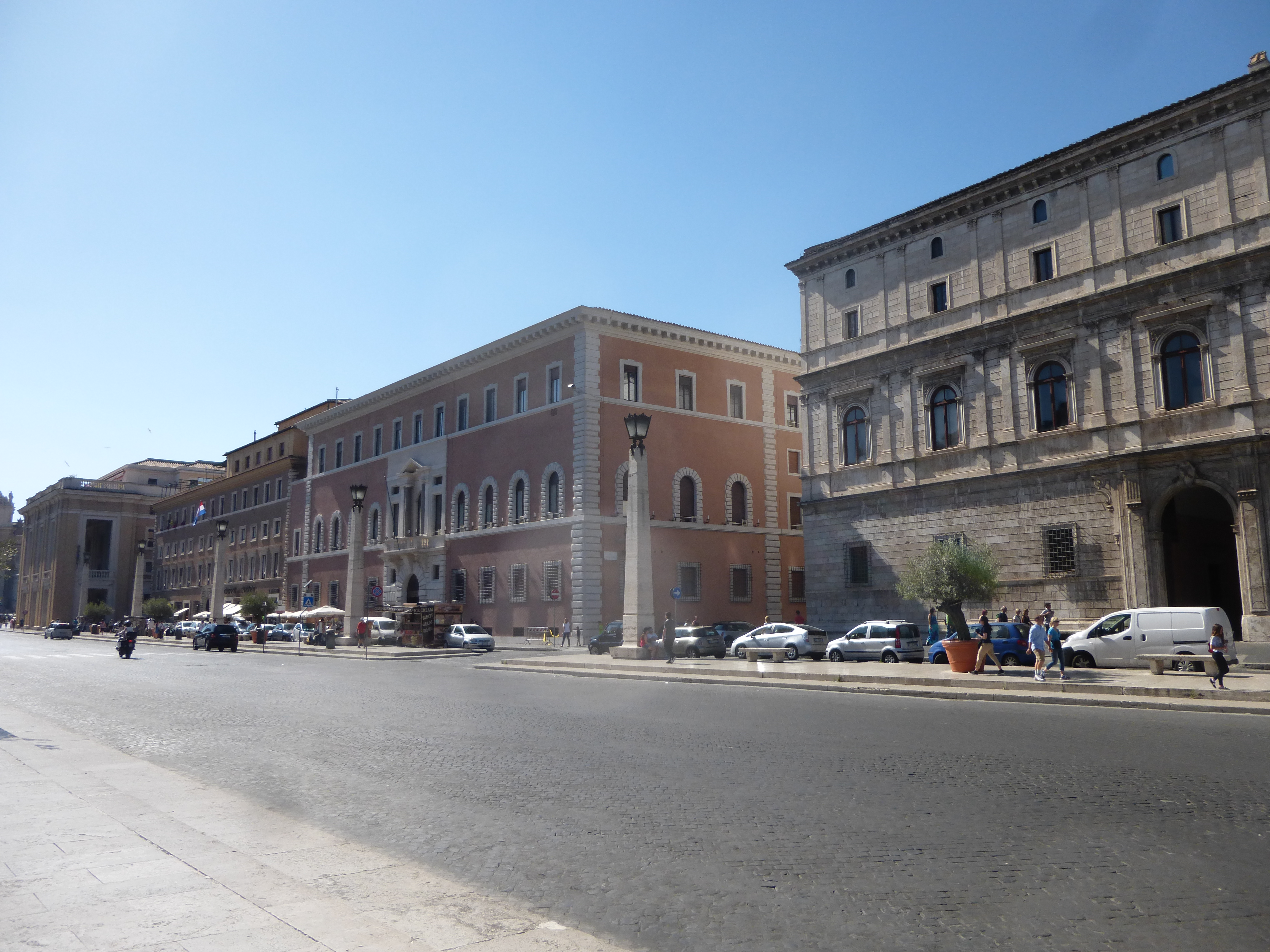
Palazzo dei Convertendi lungo Via della Conciliazione tra Palazzo Torlonia a destra e il ricostruito Palazzo Rusticucci-Accoramboni a sinistra

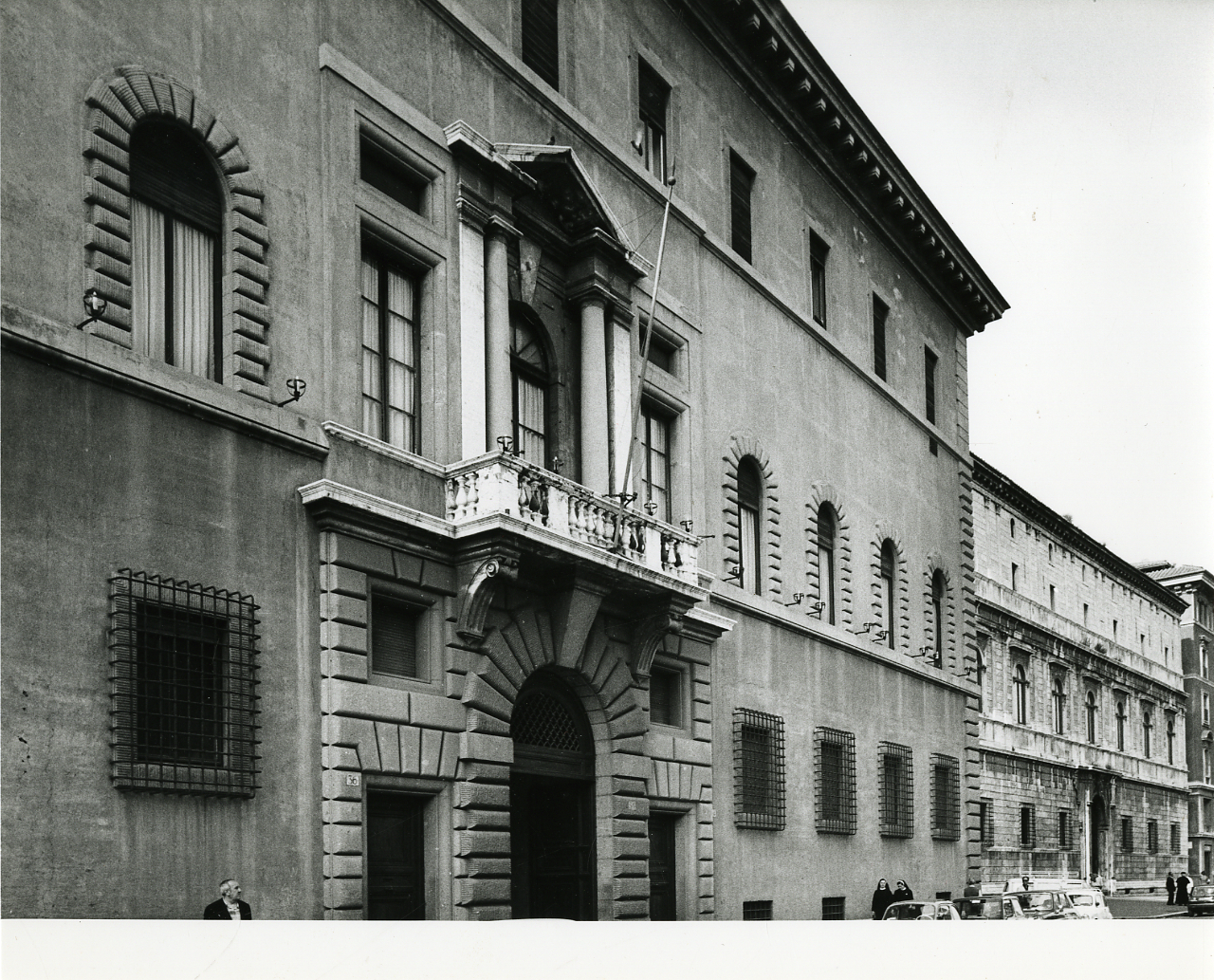
Vista del palazzo; sullo sfondo Palazzo Castellesi. Foto di Paolo Monti, 1979

L'edificio attuale, lungo via della Conciliazione ha due piani con un portale bugnato sormontato dal balcone del Peruzzi. L'edificio riceve la luce da finestre quadrate al piano terra, centinate e bugnate al piano nobile e rettangolari al secondo piano. Il tetto è concluso da un cornicione aggettante. Gli elementi delle finestre, del portale e del balcone furono smontati dal l'edificio originale e rimessi in opera qui.

Nell'androne dell'edificio è stata murata l'iscrizione di cui sopra, uno stemma di Alessandro VI e un'altra iscrizione latina che recita: 
 ("Qui morì Raffaello Sanzio il 6 aprile 1520").
L'edificio ha un cortile ad arcate poggianti su pilastri dorici bugnati sostenuti da volte a vela. Al primo piano è esposta una collezione di 120 dipinti russi di soggetto religioso, quasi tutti del pittore russo Leonida Brailowsky (1872-1937). Nel nuovo palazzo sono stati rimessi in opera anche alcuni affreschi provenienti dall'edificio distrutto in Piazza Scossacavalli: tra questi, un gruppo di lunette attribuite alla scuola del Pomarancio; cinque paesaggi nel salone cosiddetto dei papi (o patriarchi), al primo piano, e due scene di battaglia nel salone delle udienze.